# کوندووه
کوندووه (به ایتالیایی: Condove) یک کومونه در ایتالیا است که در استان تورین واقع شده‌است.

## خصوصیات
کوندووه ۷۱٫۳ کیلومترمربع مساحت و ۴٬۶۳۸ نفر جمعیت دارد و ۳۷۶ متر بالاتر از سطح دریا واقع شده‌است.